# Новогорне
Нового́рне (рос. Новогорное) — присілок у складі Колпашевського району Томської області, Росія. Адміністративний центр Новогоренського сільського поселення.

## Населення
Населення — 458 осіб (2010; 510 у 2002).
Національний склад (станом на 2002 рік):
- росіяни — 93 %